# 에드워드 코드링턴
에드워드 코드링턴 경(영어: Edward Codrington, 1770년 4월 27일 – 1851년 4월 28일)은 영국 해군의 제독으로 트라팔가르 해전과 나바리노 해전에서 활약하였다.

## 어린 시절과 경력
대출을 통해 살아가던 귀족 가문의 삼형제 중 마지막 아들로 태어난 코드링턴은 베델이라 불리는 삼촌 밑에서 교육을 받았다. 그는 해로우 학교에서 짧은 시간을 보냈다가 1783년 7월 영국 해군에 들어가게 되었다. 그는 미국 동해안과 지중해, 그리고 본토 해역에서 복무했고 1793년 5월 28일 리처드 하우 경의 지시에 따라 중위로 진급하게 된다. 그는 프랑스 혁명 전쟁 초기 국면 때 영국 해협 기함에서 신호수로 일하게 되었다. 그는 영광의 6월 1일 전투 때 그는 100파운드 포인 HMS 퀸샤를로테에서 복무했다.
전투에서의 활약으로 그는 1794년 10월 7일 사령관으로 진급했고, 1795년 4월 6일 그는 대령 함장이 되어 그뢰 전투에서 HMS 바벳의 22파운드 포의 지휘를 맡았다. 그의 다음 지휘는 HMS 드루이드로 영국 해협과 포르투갈 해안에서 복무했고 1797년 함대는 매수되었다. 이후 코드링턴은 육지에서 생활하며 보수를 반만 받으며 일했다. 1802년 그는 자메이카 킹스턴에서 온 제인 홀이라는 여자와 결혼했고 1803년 아미앵 조약이 폐기되기 전까지 함대 밖에서 생활했다.

## 나폴레옹 전쟁과 1812년 전쟁
프랑스와의 적대관계가 재개되자 그는 순양함에서 남아있었고, 1805년 봄 전열함 HMS 오리온에 배정받았다. 이 함선은 스페인-프랑스 연합함대를 봉쇄하기 위해 카디스 해안으로 떠난 허레이쇼 넬슨 제독의 함대에 배속되어 있었다. 코드링턴과 오리온 함은 1805년 10월 21일 트라팔가르 전투에서 연합함대와 교전했고, 오리온 함은 북부 사단의 뒤쪽에 배치되어 2시간 후에야 전장에 도착할 수 있었다. 그곳에서 코드링턴은 다른 함선들을 무시하고 그때까지 교전하지 못한 프랑스 함선 스위프추레와 교전해 항복을 유도했다. 그는 스페인 함선 프린시페 데 아스투리아를 공격했지만 노획하는데 실패했다. 이후 그는 프랑스 함선 인트레피데로 이동해 공격을 개시했다. 오리온 함은 다른 함선과 함께 선박을 포위해 그녀를 항복시키는데 기여했다.
다음 몇 년간 코드링턴은 스페인과 함께 싸우며 지중해에 있던 프랑스 함선들을 공격했다. 이 기간 동안 그는 실패로 끝난 1809년의 발헤른 전역에 참전하기도 했다.
1811년 6월과 7월 동안 그는 스페인 동해안에 머물며 시험 기간을 가졌다. 그는 타라고나 포위전에서 프랑스군의 공격으로 위기에 빠진 스페인군을 도와주는데 기여했다. 당시 상황을 더 명확히 파악하고 있던 코드링턴은 찰스 윌리엄 도일이 어떻게든 구원 계획을 성사시킬 수 있게 도와주었다. 그의 개인적인 노력으로 코드링턴은 타라고나에 6,300명의 스페인 보병과 291명의 포병을 강화 병력으로 증원했다. 그는 포 발사를 유도하기 위해 항구 지역에서 많은 밤을 지새웠다. 도시가 함락되자 그는 타라고나 피난민들을 태우고 철수했다.
1814년 4월 코드링턴은 해군 소장으로 진급했고, 알렉산더 코크레인 부제독과 1812년 전쟁 기간 동안 워싱턴 D.C., 뉴올리언즈, 발티모어 해역에서 작전을 펼쳤다. 이 복무에 대한 인정으로 그는 1815년 바스 훈장을 받았다. 그는 1818년 8월 12일 적색 함대의 해군 소장이 되었고 1821년 7월 10일 부제독으로 진급했다. 그는 1822년 2월 왕립 사회의 친우에 선출되었다.

## 그리스 독립 전쟁

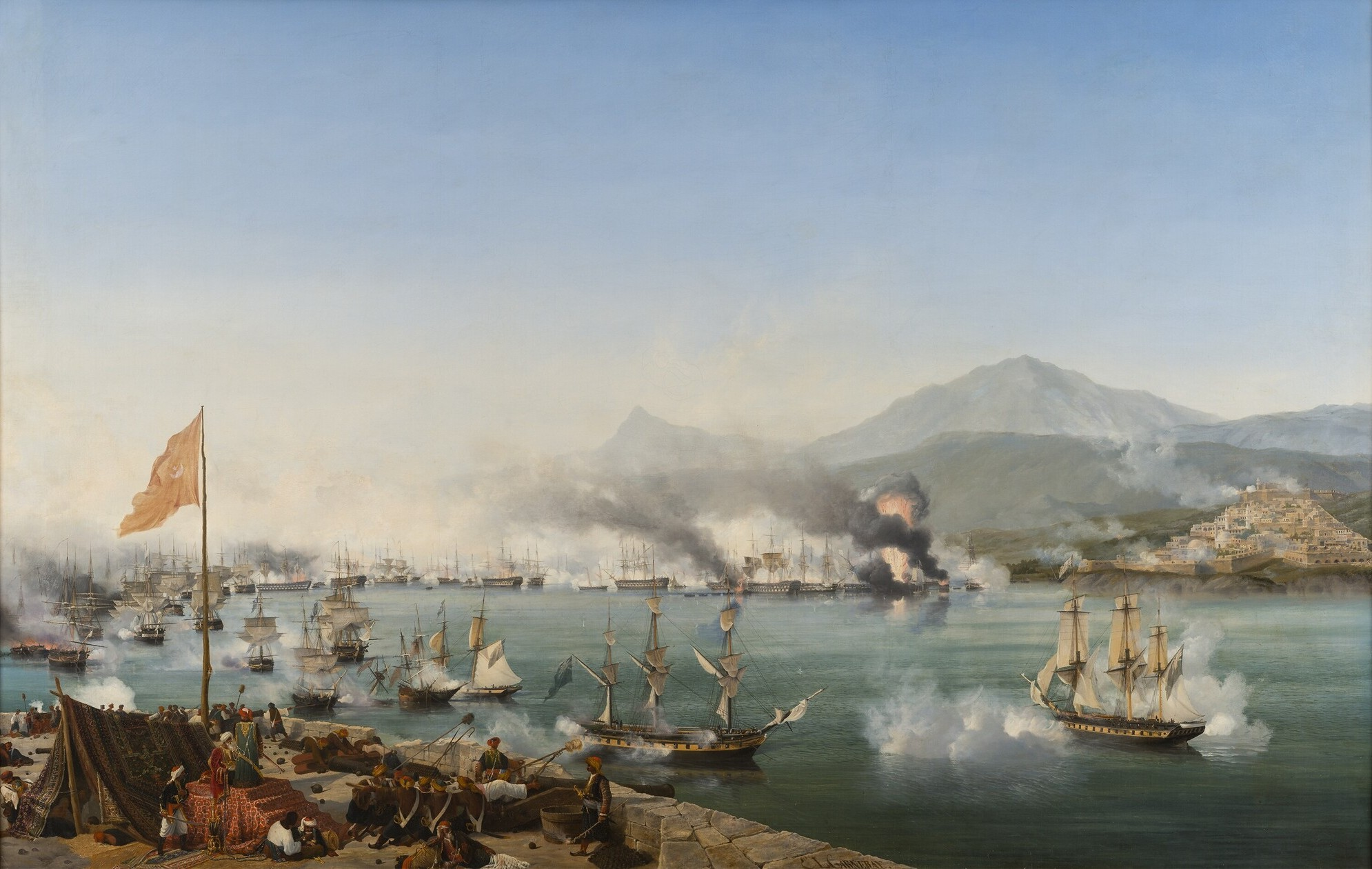
나바리노 해전 (1827년). 카너리의 유화

1826년 12월 코드링턴은 지중해 함대의 총사령관으로 임명되었고, 1827년 2월 1일 출항했다. 1828년 6월 21일 그의 귀환 명령 전까지 그리스 독립 전쟁으로 인해 부과된 고된 임무들을 수행했다. 이는 식민지 그리스에서 무질서가 창궐하는 계기가 되었다. 그의 명령은 그리스의 상황에 대한 평화로운 해결책을 효력화하는 것이었으나 코드링턴은 정치력이 뛰어나지 않았다. 이로 인해 1827년 10월 27일 그는 영국, 프랑스 왕국, 러시아 제국 연합함대를 이끌고 나바리노 해전에서 오스만 제국과 이집트 속주의 연합함대를 격파했다.
전투 이후 코드링턴은 몰타로 가 그의 배를 수리했다. 그는 1828년 5월까지 그곳에서 있다가 모레아 해안에서 프랑스 및 러시아 동료들과 조우했다. 그는 이브라힘 파샤 함대가 반도에서 평화적으로 철수하는 것을 돕기 위해 노력했다. 파샤는 모레아 섬의 그리스 인들을 학살함으로써 정치적인 마찰을 야기했고 7월 25일 3명의 함독은 코드링턴이 알렉산드리아로 가서 이브라힘 파샤의 아버지인 메메트 알리에게 이브라힘의 귀환을 요구하는 것에 합의했다. 코드링턴은 6월 22일부터 대체 인원이 온다는 소식을 들었으나 그의 승계자가 도착하지 않음에 따라 7월 25일 알렉산드리아로 출항했다. 그의 알렉산드리아 주둔으로 인해 1828년 8월 6일 조약이 체결되어 모레아 섬에서의 철수가 합의되었다. 그는 이러한 노고로 바스 훈장을 받았다.

## 이후 생애

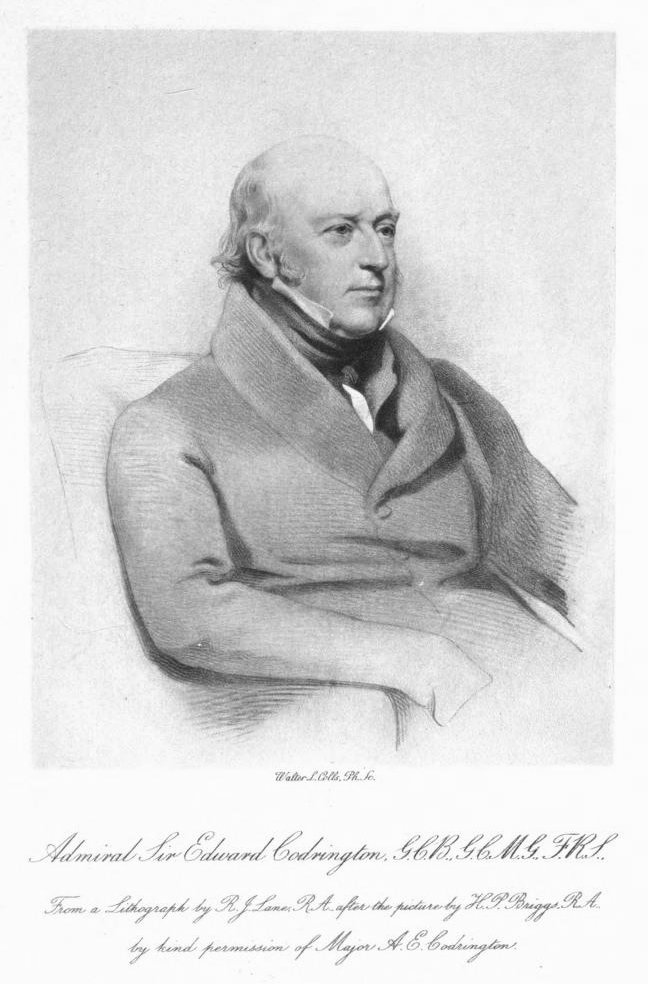
1897년으로 추정되는 석판인쇄물

그의 귀환 이후 코드링턴은 그 자신을 보호하고 해외로 여행을 떠나는 것에 시간을 보냈다. 1831년 그는 그는 영국 해협 훈련 소대를 맡았고 1837년 1월 10일 제독이 되었다. 그는 데번포트의 의회 위원으로 1832년 선출되었고 칠턴의 100명에 1839년 선출되기까지 그 자리를 맡았다. 1839년 11월부터 1842년 12월까지 포츠머스 사령부의 사령관이 되었다.
1851년 4월 28일 코드링턴은 런던에서 사망했다. 그의 두 아들들은 영국군에서 복무하며 뛰어난 업적을 남겼다. 윌리엄 존 코드링턴은 크림 전쟁의 사령관이었고, 헨리 코드링턴은 함대 제독을 맡았다. 셋째인 에드워드 코드링턴은 HMS 캄브리안에 탔으나 1821년과 1822년 사이에 지중해에서 죽은 것으로 추정된다. 코드링턴은 이튼 광장, 성 피터 교회에 묻혔으나 1953년 허술한 관리와 1987년 대화재로 인해 그의 무덤이나 사체는 남아있지 않다. 성 폴 성당에서 그의 기억에 관한 명판은 볼 수 있다. 또한 그리스의 피로스에는 그를 비롯한 여러 장교들의 헌신을 기억하기 위해 만든 큰 오벨리스크가 있다. 그리스에는 그의 이름을 딴 거리가 매우 많다.

## 같이 보기
- The Trafalgar Captains (2005) – Colin White and the 1805 Club, Chatham Publishing, London ISBN 1-86176-247-X